# King (empresa)
King Digital Entertainment es un desarrollador de videojuegos sueco especializado en videojuegos sociales. Con sede en Estocolmo y Londres, e incorporada como King.com Limited en San Julián, Malta, King saltó a la fama después de lanzar el videojuego multiplataforma Candy Crush Saga en 2012. Está considerado como uno de los juegos económicamente exitosos que utilizan el modelo freemium. King fue adquirida por Activision Blizzard en febrero de 2016 por 5.900 millones de dólares y opera como su propia entidad dentro de esa empresa. King está dirigido por Riccardo Zacconi, quien ha desempeñado el cargo de director ejecutivo desde que cofundó la empresa en 2003. Gerhard Florin asumió el cargo de presidente de Melvyn Morris en noviembre de 2014. En 2017, King emplea a 2.000 personas.
En octubre de 2023, Microsoft adquirió la empresa matriz Activision Blizzard, manteniendo que la empresa seguirá operando como un negocio independiente. Si bien forma parte de la división más grande de Microsoft Gaming, King conserva su función como editor de juegos desarrollados por ellos mismos.

## Historia

### Fundación
Antes de fundar King, Zacconi y Toby Rowland trabajaron juntos en uDate.com, un sitio web de citas creado por Melvyn Morris que en 2003 fue el segundo más grande del mundo. Morris optó por vender el sitio a la página web de citas líder Match.com (una subsidiaria de IAC) por 150 millones en 2003.
Zacconi y Rowland se unieron a Sebastian Knutsson, Thomas Hartwig, Lars Markgren y Patrik Stymne, todos los que habían trabajado anteriormente con Zacconi en el portal Spray, para crear una nueva compañía con King.com que fue fundada en Suecia en 2003, e inicialmente comenzó con el desarrollo de videojuegos basados en el navegador. Morris sirvió como presidente, mientras que Zacconi y Rowland eran co-CEOs.
Inicialmente, King no era rentable, y casi se declaró en quiebra hasta que una infusión de efectivo de Morris en la víspera de Navidad de 2003 ayudó a financiar la empresa. En 2005, la compañía había podido obtener beneficios y durante ese año, la compañía recaudó 43 millones vendiendo una participación grande a Apax Partners e Index Ventures. Esta inversión fue la última que la empresa tuvo que realizar hasta su oferta pública inicial. 
King continuó desarrollando juegos para su portal web, que también compartiría con otros portales como Yahoo! En 2009, la compañía estaba haciendo alrededor de 60 millones anuales. Rowland salió de la compañía en 2008 para fundar Mangahigh, un portal web destinado a juegos de matemáticas educativos, y vendió su participación a la compañía por 3 millones en 2011. El inversionista Angel y el exmiembro del consejo Klaus Hommels vendieron su participación similar al mismo tiempo.

### Transición a los juegos sociales
Alrededor de 2009, los juegos de redes sociales en Facebook comenzaron a ganar popularidad, liderados principalmente a través de juegos desarrollados por Zynga. King vio una caída significativa en los jugadores en sus juegos de portal como resultado, y comenzó a desarrollar sus propios juegos basados en Facebook utilizando los juegos ya desarrollados en el portal King.com, con su primer juego lanzado en 2010. King utilizó su portal web como un campo de pruebas para nuevas ideas de juego y determinar cuáles llevar a Facebook, así como determinar cómo implementar varias microtransacciones para el juego de estilo de torneo en los juegos de Facebook. Su primer juego en la web multiplataforma en Facebook, Miner Speed, que permitió compartir información de jugadores entre plataformas, fue lanzado en 2011, y fue un juego de azar de partido inspirado en Bejeweled. Siguiendo este modelo, en octubre de 2011, la compañía lanzó Bubble Witch Saga a ambas plataformas. Bubble Witch Saga  introdujo la naturaleza de un juego de "saga", que en vez de jugar el mismo tablero mientras el jugador pudiera seguir igualando partidos, que en cambio el juego ofrecía niveles individuales que desafiarían al jugador a completar ciertos goles en un número limitado de disparos. Estos elementos de la saga permitieron los fundamentos del juego social, pero no requirieron la inversión de tiempo que los títulos tan populares como Farmville de Zynga requerían; los jugadores podían jugar solo unos minutos cada día a través del modelo de la saga. La fórmula demostró ser muy exitosa, y en enero de 2012, Bubble Witch Saga tenía más de 10 millones de jugadores y fue uno de los juegos más jugados de Facebook. En abril de 2012, King tenía el segundo mayor número de jugadores, alrededor de 30 millones de usuarios únicos, superado solo por Zynga en la plataforma de Facebook. El director de las asociaciones de juegos de Facebook, Sean Ryan, describió el crecimiento de King.com en la plataforma como: no fueron un flash en el pan, han sido alrededor de siete años, pero salieron de ninguna parte en un área inesperada. King lanzó Candy Crush Saga en abril de 2012, basado en la popularidad de su juego de portal web Candy Crush y siguiendo el modelo de saga de Bubble Witch Saga. El juego atrajo a más de 4 millones de jugadores en pocas semanas.
La popularidad de Bubble Witch Saga y Candy Crush Saga llevó a King a iniciar una nueva estrategia para desarrollarse para el creciente mercado de juegos móviles, de una manera que permitiera a los jugadores sincronizarse con La plataforma de Facebook. Zacconi dijo que a medida que los consumidores y la industria se centran más en los juegos para dispositivos móviles, el lanzamiento de un juego realmente multiplataforma en Facebook ha sido una prioridad para King. Una versión móvil para el dispositivo iOS de Bubble Witch Saga fue lanzada en julio de 2012, mientras que la versión móvil de iOS de Candy Crush Saga fue lanzada en octubre de 2012. Ambos juegos vieron aumentos en el número de jugadores únicos con la introducción móvil; King vio que el número de jugadores que ya habían caído en la lista de Bubble Witch Saga se estabilizó con el lanzamiento de la versión móvil, mientras que Candy Crush Saga vio más de 5,2 millones de jugadores únicos en Facebook en noviembre de 2012 y que continuaban escalar. Además, la publicidad en el juego, que representaba alrededor del 15% de los ingresos de King.com, se había multiplicado por diez desde 2011 hasta 2012. Los usuarios subieron a 408 millones a finales de 2013. Los ingresos para King.com aumentaron de poco más de 62 millones en 2011 a 1,88 mil millones en 2013.
En marzo de 2013, en el 10° aniversario de su fundación, la compañía anunció que estaba dejando caer la parte ".com" de su marca y continuaría en tan solo como King.

### Oferta pública inicial
A mediados de 2013, King había considerado la presentación de una oferta pública inicial (OPI) en los Estados Unidos. Zacconi había dicho que la OPI es una opción... Estamos construyendo la empresa y parte de eso es investigar opciones.
La compañía solicitó la oferta pública inicial (IPO) en septiembre de 2013. Su presentación se realizó utilizando los derechos de emisión en la Ley de Startups de Jumpstart Our Business para mantener los detalles del IPO en secreto hasta que se ofreciera. La OPI ganó gran interés, ya que siguió la OPI de mil millones de Zynga en 2011 y la OPI de Twitter a principios de mes.
King completó esto el 26 de marzo de 2014. Con un precio de 22,50 dólares por acción, la mitad de su rango de precios proyectados, la OPI valoró a la compañía en 7.080 millones. Cerca de 500 millones se levantaron con la venta de 22.2 millones de acciones. De estos, 15,3 millones de acciones provienen de la compañía y el resto de Apax y otras partes interesadas. Fue la mayor oferta inicial de IPO para una compañía de juegos móviles sociales en los Estados Unidos, estrechando la oferta de Zynga en 2011. Para celebrar el debut, las mascotas Candy Crush se llevaron a la Bolsa de Nueva York. Morris es el mayor accionista de la compañía con aproximadamente 35,6 millones de acciones valoradas en 821 millones de dólares. La compañía comenzó a operar bajo el símbolo KING en la Bolsa de Nueva York.
Las acciones de King cayeron un 15,6% en el primer día de negociación, cerrando en $ 19. En junio, la valoración de la compañía había caído en 2 mil millones, aunque de otra manera todavía era rentable. Zacconi señaló que su estrategia a partir de este punto no era encontrar otro "mega-hit" como Candy Crush Saga, sino "construir una cartera de juegos", llevando el diseño del juego de King a otros géneros. Los ingresos después de la salida a bolsa fueron más de $ 2.6 mil millones en 2014, con Candy Crush Saga generando casi la mitad de esa cantidad.

### Adquisición
En noviembre de 2015, Activision Blizzard anunció sus planes para adquirir King Digital Entertainment por 5.900 millones de dólares. Tras el anuncio de la noticia, Estados Unidos informó que "el acuerdo da acceso inmediato a Activision al creciente público de juegos móviles, el sector de videojuegos que está creciendo rápidamente". El 23 de febrero de 2016, Activision Blizzard cerró su adquisición de King Digital Entertainment por un acuerdo de 5.900 millones de dólares. Activision Blizzard como resultado opera la red de juegos más grande del mundo, llegando alrededor de 500 millones de usuarios en 196 países. Acerca de la adquisición de King, el CEO de Activision Blizzard explicó que «vemos grandes oportunidades para crear nuevas formas para que el público experimente sus franquicias favoritas, desde Candy Crush hasta World of Warcraft hasta Call of Duty . Y más, a través de dispositivos móviles, consolas y computadoras personales».

### Adquisición de Peltarion
El 14 de junio de 2022, anunciaron la compra de Peltarion, una compañía sueca de inteligencia artificial. El objetivo es integrar su tecnología en los juegos de King. Esta tecnología se basa en el aprendizaje automático sin código que permite a los usuarios interactuar con modelos de aprendizaje profundo que se desarrollan con una gran velocidad, además de encontrarse en la nube.

### Modelo de ingresos
Los juegos de King, antes de junio de 2013, generaron ingresos para la compañía a través de una combinación de publicidad en el juego y microtransacciones. Estas microtransacciones permiten a los jugadores utilizar fondos para comprar elementos de refuerzo en el juego que podrían utilizarse para ayudar a eliminar ciertos niveles, vidas adicionales y acceso inmediato a nuevos niveles en lugar de tener que esperar unos días.
En junio de 2013, la compañía optó por eliminar toda la publicidad en el juego de sus juegos, basándose únicamente en microtransacciones. La compañía señaló que debido a su "enfoque en ofrecer una experiencia de entretenimiento ininterrumpida para nuestra red de jugadores leales a través de la web, tablet y móvil, desafortunadamente ha llevado a la difícil decisión de eliminar la publicidad como elemento central de la estrategia general de King".
 Los ingresos publicitarios solo representaron el 10% de las ganancias de la compañía en 2012 y solo el 1% en 2013; La compañía en sus archivos de IPO declaró que no prevé ningún beneficio adicional de los ingresos publicitarios. Aunque King depende en gran medida de las compras en el juego, se estima que solo los porcentajes de un solo dígito de todos los jugadores de sus juegos han gastado dinero en sus títulos. En el cuarto trimestre de 2014, King tenía 356 millones de usuarios únicos mensuales, de los cuales 8,3 millones gastaban dinero. El 2.3% que paga gastó un promedio de $ 23.42 al mes dentro de los juegos.
King afirmó que su modelo está destinado a seguir atrayendo a los jugadores existentes y nuevos a todos sus juegos: "Si el costo de adquirir jugadores es mayor que los ingresos que generamos con el tiempo de esos jugadores y si no podemos migrar con éxito a nuestros jugadores actuales a Nuevos juegos y nuevas plataformas, como lo hemos hecho históricamente, nuestros resultados comerciales y de explotación se verán perjudicados".

## Juegos
Los juegos de King ofrecen una reproducción sincronizada, lo que permite a los usuarios conectarse a su cuenta de Facebook mientras juegan en su teléfono inteligente o tableta. Esto significa que el progreso del usuario se actualiza en todas las plataformas, permitiendo al jugador cambiar de teléfono inteligente, tableta, etc., sin perder su progreso en el juego. También ofrecen dos de sus juegos para conectarse a KakaoTalk en Corea del Sur.
Bubble Witch Saga fue el primer juego móvil de King, lanzado en julio de 2012 después de su lanzamiento en Facebook en septiembre de 2011. Bubble Witch Saga y su secuela Bubble Witch 2 Saga son versiones de Puzzle Bobble. Papa Pear Saga fue lanzado en marzo de 2013 en Facebook, es una variación de Peggle. Pepper Panic Saga fue lanzado en enero de 2014 como un juego de correspondencia en Facebook. Fue clasificado como el 23° juego más jugado en Facebook en enero de 2014. Alrededor de 2012, Pyramid Solitaire Saga fue lanzado en Facebook en mayo de 2014.
A finales de 2012, Pet Rescue Saga fue lanzado en Facebook, luego en iOS y Android en junio de 2013, Candy Crush Soda Saga fue lanzado en Facebook y Bubble Witch 2 Saga fue ampliamente lanzado para iOS y Android. En noviembre de 2014, Candy Crush Soda Saga fue ampliamente lanzado en Android e iOS. Alpha Betty Saga fue lanzado en Facebook en abril de 2015. Este juego es una variación de Bookworm.
En 2013, King adquirió el motor de juego Defold, desarrollado por Ragnar Svensson y Christian Murray en 2007 como un motor de juego 2D ligero. Los dos habían ofrecido el motor a King, así como sus servicios como contratistas para apoyarla, y más tarde compró el motor, usándolo primero para el juego Blossom Blast Saga. En marzo de 2016, King lanzó el motor Defold como una herramienta de desarrollo gratuita para cualquier usuario.

### Candy Crush Saga
El juego más popular de King es Candy Crush Saga, que fue lanzado en el sitio web del mismo en marzo de 2011, que es un juego de azulejos. Se lanzó en Facebook en abril de 2012 y rápidamente ganó popularidad. Después de su éxito en Facebook, King lanzó Candy Crush Saga en dispositivos móviles (iOS y Android) en noviembre de 2012. El juego fue descargado más de 10 millones de veces en su primer mes. En enero de 2013, se convirtió en el juego más jugado en Facebook. Tenía más de 45 millones de usuarios mensuales en marzo de 2013. En enero de 2014, obtuvo más de 150 millones de usuarios mensuales.

### Lista de juegos de Facebook desarrollados por King
| Juego                        | Fecha de lanzamiento   | Descripción |
| ---------------------------- | ---------------------- | --- |
| Bubble Witch Saga            | 27 de octubre de 2010  | Al igual que Puzzle Bobble , los jugadores apuntan burbujas de colores en un campo, borrando burbujas cada vez que hacen tres o más partidos de interconexión. |
| Pyramid Solitaire Saga       | 14 de enero de 2012    | Basado en el juego de cartas solitario Pyramid, los jugadores intentan limpiar un tablero de cartas seleccionando las cartas que tienen el siguiente valor más alto o más bajo de la carta que acaba de seleccionar o tratar.                                                                                        |
| Candy Crush Saga             | 12 de mayo de 2012     | Un juego de azulejos de intercambio de 3 partidos, pero incluye baldosas de dulces especiales que se pueden crear a partir de partidos y objetivos únicos. |
| Pet Rescue Saga              | 11 de octubre de 2012  | Basado en SameGame donde el jugador selecciona las cajas adyacentes coincidentes del mismo color para limpiar el tablero de juego, liberando a los animales encima de las cajas una vez que llegan al fondo. |
| Papa Pear Saga               | 25 de febrero de 2013  | Una variación de Peggle donde el jugador debe disparar proyectiles sobre un tablero de juego para despejar varias clavijas y aterrizar los proyectiles en los contenedores de puntuación en la parte inferior del tablero de juego.                                                                                  |
| Farm Heroes Saga             | 7 de marzo de 2013     | Un juego de azulejos donde el jugador debe recoger varios cultivos para satisfacer la cuota de cada rompecabezas. |
| Pepper Panic Saga            | 30 de octubre de 2013  | Un juego de azulejos donde el jugador debe recoger los pimientos picantes, donde los partidos se basan en el color y el tamaño, y un partido exitoso deja atrás un pimiento de un tamaño más grande. |
| Diamond Digger Saga          | 13 de marzo de 2014    | Otra variación de SameGame, pero donde combinar grupos de azulejos del mismo color despeja suciedad y roca para crear una ruta para que el agua fluya y entre la entrada y salida del nivel. |
| Bubble Witch 2 Saga          | 12 de mayo de 2014     | Una secuela de Bubble Witch Saga, siguiendo principalmente la misma mecánica de juego, pero añadiendo nuevos tipos de niveles. |
| Candy Crush Soda Saga        | 20 de octubre de 2014  | La expansión de Candy Crush Saga añadiendo más tipos de azulejos dulces, niveles de llenado de soda que hace que las baldosas de caramelo floten en lugar de hundirse y otros objetivos de rompecabezas. |
| Alpha Betty Saga             | 13 de abril de 2015    | Un juego de emparejamiento de azulejos siguiendo el concepto de Boggle y Bookworm cuando el jugador intenta hacer palabras de azulejos de letras adyacentes. |
| Scrubby Dubby Saga           | 11 de julio de 2015    | Un juego de azulejos similar a Chuzzle donde en lugar de intercambiar títulos, el jugador desliza una fila o columna para hacer coincidencias. |
| Paradise Bay                 | 6 de agosto de 2015    | Un juego de simulación de aldea en la naturaleza de Farmville, desarrollado por Z2, un estudio adquirido por King. |
| Blossom Blast Saga           | 5 de noviembre de 2015 | Una variante de Talismania, flores de varios colores se colocan en una hexagrama hexagonal, y el jugador traza una línea de flores de color similar para que coincida con ellas y hacerlas florecer. Las flores completamente florecidas entonces se amplían y "estallan", despejando las flores alrededor de ellas. |
| Candy Crush Jelly Saga       | 6 de enero de 2016     | La expansión de Candy Crush Saga y Candy Crush Soda Saga, con muchos niveles que requieren que los jugadores diseminen jalea a través del tablero de juego, y agregando la batalla del jefe con una computadora adversaria.                                                                                          |
| Farm Heroes Super Saga       | 28 de junio de 2017    | Expandiendo Farm Heroes Saga, los jugadores deben ayudar a la ardilla para obtener las tuercas mediante el desplazamiento de los cuadrados en el tablero sin embargo cada movimiento que tomar el viento sopla en esa dirección mover los colores en el tablero.                                                     |
| Shuffle Cats                 | 12 de octubre de 2019  | Un juego como el rummy donde el objetivo es combinar un número de cartas antes de que el oponente lo haga. |
| Bubble Witch Saga 3          | 11 de enero de 2020    | Una secuela de la serie Bubble Witch Saga. |
| Crash Bandicoot: On The Run! | 25 de marzo de 2022    | Una nueva aventura de Crash junto a su hermana Coco, en la que ambos unirán fuerzas para arruinar los planes del Dr. Neo Cortex y devolver la libertad a los universos invadidos por éste. |

### Juegos de iOS
A partir de enero de 2017, King tiene 17 juegos disponibles para descargar en la App Store. Los juegos son: Blossom Blast Saga, Bubble Witch Saga, Bubble Witch 2 Saga, Candy Crush Saga, Candy Crush Soda Saga, Candy Crush Jelly Saga, Diamond Digger Saga, Farm Heroes Saga, Papa Pear Saga, Pet Rescue Saga, Pyramid Solitaire Saga, Scrubby Dubby Saga, Alpha Betty Saga, Paradise Bay, Farm Heroes Super Saga, and Shuffle Cats.

### Juegos de Android
A partir de enero de 2017, King tiene 17 juegos disponibles para descargar en la Google Play Los juegos son: Blossom Blast Saga, Bubble Witch Saga, Bubble Witch 2 Saga, Candy Crush Saga, Candy Crush Soda Saga, Candy Crush Jelly Saga, Diamond Digger Saga, Farm Heroes Saga, Papa Pear Saga, Pet Rescue Saga, Pyramid Solitaire Saga, Scrubby Dubby Saga, Alpha Betty Saga, Paradise Bay, Farm Heroes Super Saga, Shuffle Cats, Pet Rescue Puzzle Saga, Diamond Diaries Saga, Pepper Panic Saga, Legend of Solgard , Royal Charm Slots y Crash Bandicoot: On the Run! (2021).

### Juegos de Windows
A partir de abril de 2016, King tiene 8 juegos disponibles para descargar en la Windows Store. Los juegos son: Candy Crush Saga, Candy Crush Soda Saga, Farm Heroes Saga, Candy Crush Friends Saga, Bubble Witch 3 Saga, Candy Crush Jelly Saga, Pet Rescue Saga, and Blossom Blast Saga.

### Juegos de Kakao disponibles en Corea del Sur
Dos de los juegos de King se conectan con Kakao Talk. Estos son: Candy Crush Kakao, y Farm Heroes Kakao.

## Disputas de marcas y clonación
En enero de 2014, King atrajo la controversia después de intentar marcar las palabras "Candy" y "Saga" en los títulos de los juegos. Esto impactó directamente la solicitud de marca registrada de Stoic para The Banner Saga, a la que King presentó una oposición, llamando al nombre "engañosamente similar" a los juegos de King. Stoic dijo que la disputa dificultó el trabajo en una secuela planificada de su juego. El desarrollador Runsome Apps se opuso a la marca registrada de King del término "Candy" por motivos de "probabilidad de confusión", haciendo referencia a su juego CandySwipe, que fue publicado dos años antes de Candy Crush Saga. King posteriormente disputó la marca registrada de "CandySwipe". En febrero de 2014, Runsome Apps dejó la acción legal y la oposición a King, mientras que publicó una carta abierta ofendiendo las prácticas comerciales de King en materia de marcas. El 17 de abril de 2014, se informó que King ha resuelto sus disputas con Stoic Studio y Runsome Apps.
También en enero de 2014, el desarrollador de juegos Matthew Cox acusó a King de arrancar su juego  Scamperghost , diciendo que el Pac-Avoid de King fue un clon de él. Según Cox, estaba en conversaciones con King sobre la licencia de Scamperghost, pero cuando el acuerdo cayó, la compañía lanzó el juego Pac-Avoid. Cox dijo que Epicshadows, el desarrollador de Pac-Avoid, le dijo que King se les había acercado para "clonar el juego muy rápidamente". King eliminó el juego de su sitio web, pero negó la alegación de clonación, afirmando que estaban eliminando el juego "para evitar dudas". Más tarde, en un comunicado oficial en el sitio web de la compañía, King declaró: "Los detalles de la situación son complejos, pero la conclusión es que nunca deberíamos haber publicado Pac-Avoid, y nos disculpamos por haber publicado en primer lugar. Quiero ser claro: esta desafortunada situación es una excepción a la regla. King no clona los juegos y no queremos que nadie haga clonación de nuestros juegos".

## Premios
- Fastest-Growing UK Company – Media Momentum Digital Awards[65]
- Best Social Game – Candy Crush Saga, International Mobile Gaming Awards (2013)[66]
- Gold Stevie Award – Bubble Witch Saga, 9th Annual International Business Awards (2012)[67]
- Favorite App – Candy Crush Saga, 2014 Kids' Choice Awards, perdido a Despicable Me: Minion Rush.